# Alonzo Bradley
Alonzo Bradley (Utica, Misisipi, 16 de octubre de 1953) es un exjugador de baloncesto estadounidense que jugó tres temporadas en la NBA. Con 1,98 metros de estatura, lo hacía en la posición de alero.

## Trayectoria deportiva

### Universidad
Tras pasar dos años en el Junior College de su ciudad natal, Utica, jugó durante dos temporadas con los Universidad de Texas Southern de la Universidad del Sur de Texas, en las que promedió 25,0 puntos y 8,1 rebotes por partido. En 1998 fue incluido en el Salón de la Fama de la Southwestern Athletic Conference.

### Profesional
Fue elegido en la vigésimo novena posición del Draft de la NBA de 1977 por Indiana Pacers, quienes sin llegar a hacerle debutar con el equipo, traspasaron sus derechos a los Houston Rockets a cambio de Ron Behagen. Allí jugó una buena primera temporada a las órdenes de Tom Nissalke, promediando 7,0 puntos y 2,3 rebotes por partido como suplente.
Jugó dos temporadas más con los Rockets, pero su aportación al equipo fue cada vez menor, siendo en la temporada 1979-80 el jugador menos utilizado por Del Harris, el nuevo entrenador, jugando poco más de 4 minutos en cada uno de los 22 partidos en los que fue alineado, promediando 1,9 puntos.
Al año siguiente se produjo un Draft de Expansión por la llegada de un nuevo equipo a la liga, los Dallas Mavericks, quienes lo eligieron, pero finalmente no se quedaron con él, poniendo punto final a su carrera deportiva.

## Estadísticas de su carrera en la NBA

### Temporada regular
| Temporada | Edad | Equipo          | Liga | P  | TIT | MIN  | TC  | TCA | %TC  | 3P  | 3PA | %3P   | TL  | TLA | %TL  | R.OF. | R.DEF. | REB | ASIS | ROB | TAP | PER | FP  | PTS |
| 1977-78   | 24   | Houston Rockets | NBA  | 43 |     | 18.6 | 3.0 | 7.1 | .428 |     |     |       | 1.0 | 1.4 | .729 | 0.6   | 1.7    | 2.3 | 1.3  | 0.4 | 0.1 | 1.3 | 1.9 | 7.0 |
| 1978-79   | 25   | Houston Rockets | NBA  | 34 |     | 7.2  | 1.1 | 2.6 | .420 |     |     |       | 0.6 | 1.0 | .667 | 0.4   | 1.0    | 1.4 | 0.5  | 0.1 | 0.0 | 0.5 | 1.0 | 2.8 |
| 1979-80   | 26   | Houston Rockets | NBA  | 22 |     | 4.4  | 0.8 | 2.2 | .354 | 0.0 | 0.0 | 1.000 | 0.3 | 0.4 | .667 | 0.1   | 0.2    | 0.3 | 0.1  | 0.1 | 0.0 | 0.4 | 0.4 | 1.9 |
| Total     |      |                 | NBA  | 99 |     | 11.5 | 1.9 | 4.4 | .418 | 0.0 | 0.0 | 1.000 | 0.7 | 1.0 | .703 | 0.4   | 1.1    | 1.5 | 0.7  | 0.2 | 0.1 | 0.8 | 1.3 | 4.4 |

### Playoffs
| Temporada | Edad | Equipo          | Liga | P | MIN | TCA | TC | 3PA | 3P | TLA | TL | R.OF. | REB | ASIS | ROB | TAP | PER | FP | PTS | %TC  | %3P   | %FT  | MIN | PTS | REB | AST |
| 1978-79   | 25   | Houston Rockets | NBA  | 1 | 1   | 0   | 0  |     |    | 0   | 0  | 0     | 0   | 0    | 0   | 0   | 0   | 0  | 0   |      |       |      | 1.0 | 0.0 | 0.0 | 0.0 |
| 1979-80   | 26   | Houston Rockets | NBA  | 4 | 15  | 6   | 9  | 1   | 1  | 3   | 5  | 1     | 3   | 1    | 1   | 0   | 0   | 2  | 16  | .667 | 1.000 | .600 | 3.8 | 4.0 | 0.8 | 0.3 |
| Total     |      |                 | NBA  | 5 | 16  | 6   | 9  | 1   | 1  | 3   | 5  | 1     | 3   | 1    | 1   | 0   | 0   | 2  | 16  | .667 | 1.000 | .600 | 3.2 | 3.2 | 0.6 | 0.2 |